# Simon Henrich Adolph (Lippe)

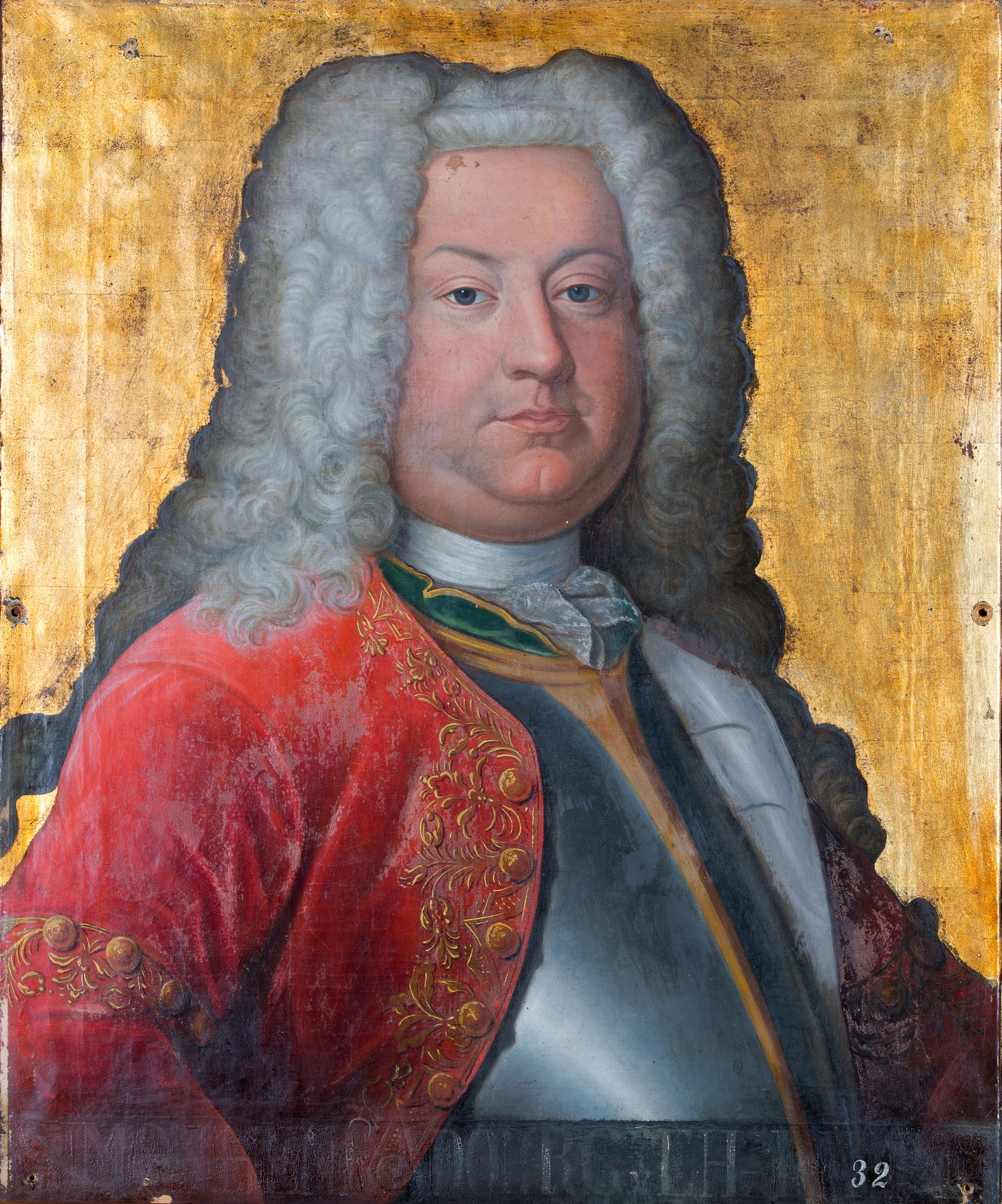
Simon Heinrich Adolf zur Lippe

Graf Simon Henrich Adolph zur Lippe (* 25. Januar 1694 in Detmold; † 12. Oktober 1734 ebenda) war ein Landesherr der Grafschaft Lippe. Ihm wurde 1720 der Fürstenrang zuerkannt, aber erst sein übernächster Nachfolger beglich die „Gebühr“ für den kaiserlichen Fürstenbrief, womit der fürstliche Titel erst ab 1789 geführt wurde.

## Herkunft
Er wurde als Sohn des Grafen Friedrich Adolf und dessen Gemahlin Johanna Elisabeth von Nassau-Dillenburg geboren. Seine fünf Geschwister starben jung, und von seinen sieben Halbgeschwistern erreichten nur drei Schwestern ein höheres Alter: Amalie Luise (1701–1751), Äbtissin von Stift Cappel in Lippstadt und Stift St. Marien in Lemgo; Elisabeth Charlotte  (1702–1754), Äbtissin von St. Marien in Lemgo, sowie Friederike Adolfine (1711–1766), verheiratet mit Friedrich Alexander Graf zur Lippe-Detmold.

## Leben
Seine Bildungsreise – die Grand Tour – führte ihn 1710 unter Aufsicht des lippischen Oberhofmeisters an die Universität Utrecht und an die Höfe von England und Frankreich. Im Jahre 1715 nahm er an dem Türkenfeldzug des Prinzen Eugen in Ungarn und vor Belgrad teil und kehrte über Wien nach Detmold zurück, wo er im Jahre 1718 die Regierung antrat.
Simon Henrich Adolph wurde unter anderem dadurch bekannt, dass er im Jahr 1720 von Kaiser Karl VI. die Reichsfürstenwürde erhielt, das zugehörige Diplom aber nicht ausgelöst werden konnte, weil er die dazu geforderten 4400 Reichstaler an Taxe nicht aufbringen konnte. So musste er 1721 dem Kaiser mitteilen, dass die Standeserhöhung vorerst „ruhen“ möge. Chronische Geldnot nötigte ihn 1725, die in den Niederlanden gelegenen, verschuldeten Herrschaften Vianen und Ameide zu verkaufen und die Burg Sternberg 1733 an das Kurfürstentum Braunschweig-Lüneburg zu verpfänden. Im Jahr 1728 kaufte seine Frau für insgesamt 11000 Taler den Fürstenhof von der Borch in Detmold und schenkte ihn der lutherischen Gemeinde. Somit war ihm die Absicherung der lutherischen Gemeinde in Detmold wichtiger als die Erhebung in den Fürstenstand.
Historiker urteilen, dass er seinem Vater an Prachtliebe um nichts nachstand. Obwohl er in dauernden Geldverlegenheiten war, musste jedes Fest mit einer Verschwendung ausgestattet werden, als verfüge man über unerschöpfliche Geldquellen. So urteilt der beste Kenner der lippischen Geschichte nach zweihundert Jahren.
Ganz anders lautete das Urteil des Lippstädter Bürgermeisters Möller von 1784, der ihm nachrühmte, dass er sofort mit der Verbesserung der Staatswirtschaft und der Tilgung der hohen Schulden begonnen habe, die zum Teil noch aus dem Dreißigjährigen Krieg herrührten, zum anderen Teil durch wohltätige Freigebigkeit und durch standesgemäße Erziehung und Versorgung aller Familienmitglieder entstanden waren. Nicht durch Steuern und Bedrückung der Untertanen, sondern durch Anleihen, durch Verkauf der niederländischen Herrschaften im Jahre 1725 und die Verpfändung von Sternberg im Jahre 1733 brachte er das ganze Staatswirtschaftsgebäude wieder in Ordnung und führte allenthalben eine weise Sparsamkeit ein. Er verwandte ungemeine Sorgfalt auf die Wohlfahrt seines Landes, förderte kräftig Religion, Sitte, Gerechtigkeit und den Wohlstand aller seiner Untertanen.

## Nachkommen
Am 16. Oktober 1719 heiratete er Johannette Wilhelmine, Tochter des Fürsten Georg August von Nassau-Idstein. Von ihren elf Kindern starben vier jung und drei Töchter blieben unvermählt:
- Elisabeth Henriette Amalia (* 10. Februar 1721 in Detmold; † 19. Januar 1793 in Brake), Äbtissin des Stifts Cappel (1751–1793) und des Stifts Lemgo
- Luise Friederike (* 3. Oktober 1722 in Detmold; † 3. November 1777 in Brake)
- Karl August (* 3. November 1723 in Detmold; † 16. Februar 1724 ebenda)
- Henriette Auguste (* 26. März 1725 in Detmold; † 5. August 1777 in Norburg); ⚭  19. Juni 1745 Friedrich von Schleswig-Holstein-Glücksburg (* 1. April 1701; † 11. November 1766)
- Karl Simon Friedrich (* 31. März 1726 in Detmold; † 18. Februar 1727 ebenda)
- Simon August, Graf zur Lippe-Detmold (* 12. Juni 1727 in Detmold; † 1. Mai 1782 ebenda)
- Friedrich Adolf (* 30. August 1728 in Detmold; † 8. August 1729 ebenda)
- Charlotte Clementine (* 11. November 1730 in Detmold; † 18. Mai 1804 auf Schloss Brake), Äbtissin des Stifts Cappel (1793–1804)
- Ludwig Heinrich Adolf (* 7. März 1732 in Detmold; † 31. August 1800 in Lemgo)

⚭  1767 Anna von Hessen-Philippsthal-Barchfeld  (* 14. Dezember 1735; † 7. Januar 1785), Tochter des Landgrafen Wilhelm
⚭  1786 Luise zu Isenburg und Büdingen in Philippseich (* 10. Dezember 1764; † 24. September 1844)
- Georg Emil (* 12. März 1733 in Detmold; † 8. Juli 1733 ebenda)
- Wilhelm Albrecht August Ernst (* 11. Januar 1735 in Detmold; † 23. Januar 1791 in Brake) ⚭ 1773 Wilhelmine von Trotha (* 14. Februar 1740; † 26. Februar 1793)

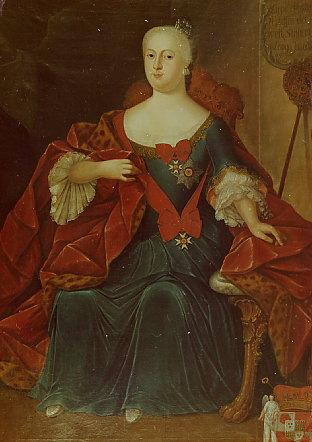
Elisabeth Henriette Amalia
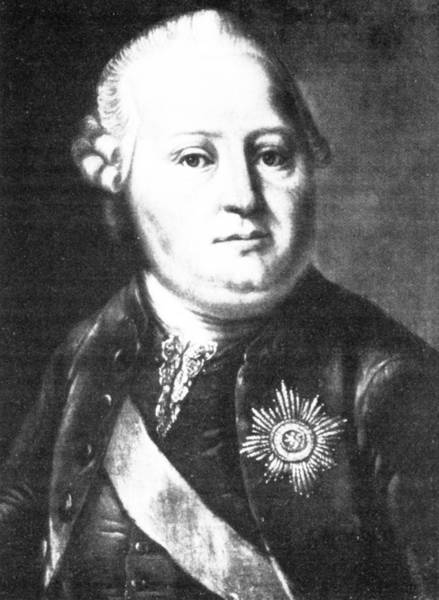
Simon August
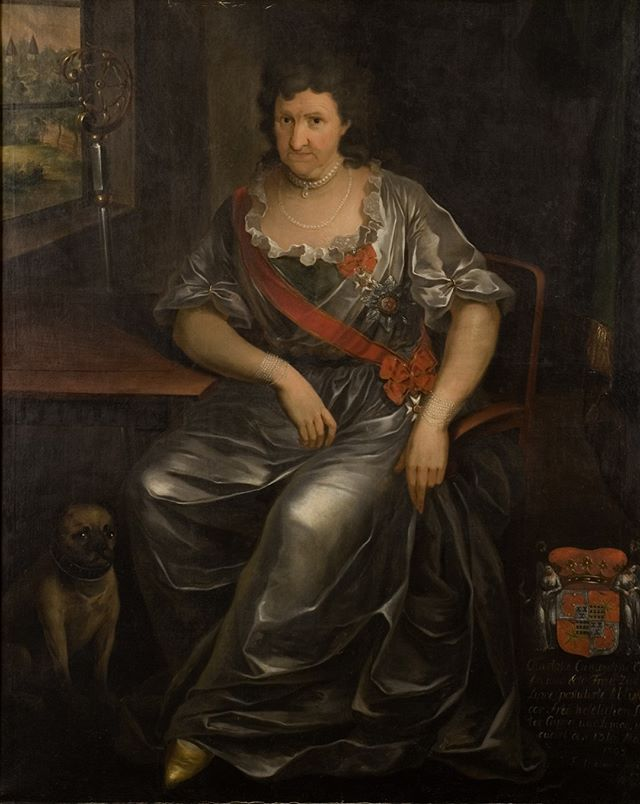
Charlotte Clementine

## Münzwesen

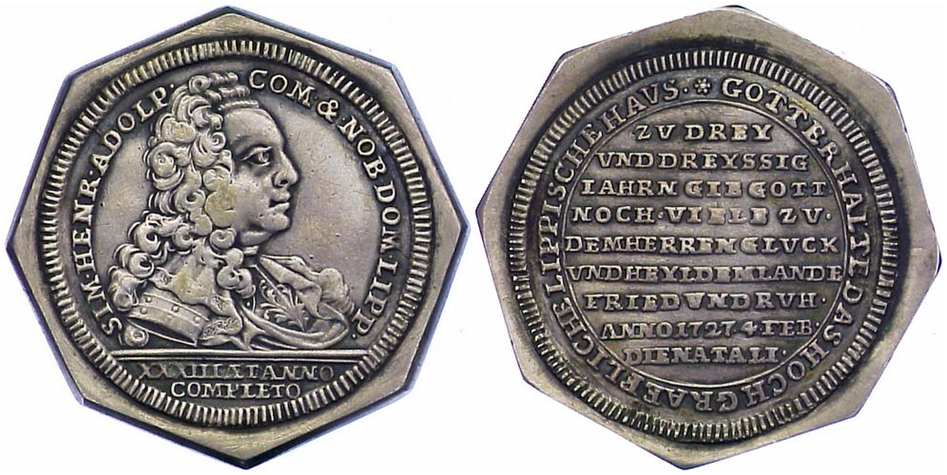
Halber Taler des Simon Henrich Adolph (1727)

Zwischen 1717 und 1728 ließ Simon Henrich Adolph in der Münzstätte Detmold Golddukaten, Taler, Groschen und Pfennige prägen.